# João Luz
João Manuel Zorro dos Ramos Luz (Lisboa, 14 de outubro de 1970) é um co-piloto de rali e de todo-o-terreno de Portugal. Conta com várias participações em campeonatos nacionais e uma participação no Rali Dakar em 2000 ao lado de Carlos Sousa.
Estreou-se na competição em 1993 num UMM, disputando várias provas tais como O Transalgarve, Mortágua, o Baja 1000, etc…
Em 1998, faz um campeonato nacional de ralis com Miguel Cristóvão a bordo dum Mitsubishi EVO III e sagra-se vice-campeão nacional do grupo N.
Em 1999, disputa o campeonato nacional de todo-o-terreno num Mitsubishi ao lado de Carlos Sousa e consegue o título de campeão nacional.
Em 2000, no rali Paris Dakar Cairo, vence a primeira e a sexta etapa ao lado de Carlos Sousa num Mitsubishi Strakar. É a primeira vez na história que uma equipa 100% portuguesa vence duas etapas na maior prova de todo-o-terreno ao mundo. Na dècima terceira etapa, ele e o Sousa sofrem um grave acidente que o deixa paraplégico.
Após uma ausência de quase 2 anos, João Luz regressa a competição no princípio de 2002, disputando o Troféu Saxo inserido no campeonato nacional de ralis ao lado de Paulo Santos.
Actualmente, João Luz é o único co-piloto paraplégico português licenciado a correr em provas de rali e de todo-o-terreno em Portugal e Espanha.
Em 2005, inscreve-se novamente no Paris-Dakar ao lado de Francisco Inocêncio num Mitsubishi pajero mas desiste por causa de problemas mecânicos.
No final da temporada de 2008, João Luz é apresentado como navegador de Armindo Neves no Equipa StationMarché / Sonicel / Kumho Tyres. Esta formação disputa o Rali Casinos do Algarve, ainda em fase de testes, terminando classificada num excelente 3º lugar entre os concorrentes do Campeonato Regional Ralis Sul.
Em 2009 João Luz irá disputar o Campeonato Open de Ralis ao lado de Armindo Neves, num Hyundai Coupe Kit Car.
Ainda recentemente, em abril de 2010, o João colaborou com a Citroën e foi co-piloto do Dani Sordo, segundo piloto da equipa depois de Sebastien Loeb, durante uma série de testes no Algarve, na zona de Tavira, a bordo do famoso Citroën C4 WRC.

## Palmarés
- 1996, 1° da classe no Baja Sagres 500 Portalegre
- 1997, 1° da classe no Rali do Algarve
- 1998, Vice-campeão nacional de ralis - Navegadores (grupo N)
- 1998, 1° Troféu Nissan Terrano II no Baja 1000
- 1999, 5° Tap Rali de Portugal (grupo N)
- 1999, Campeão nacional de todo-o-terreno - Navegadores
- 2000, 1° da 2° e 6° etapa do rali Paris-Dakar-Cairo
  - Único navegador português a ter liderado a prova
  - Único navegador português a vencer etapas
- 2002, 3° rali casinos do Algarve (Troféu Saxo)
- 2002, 5° rali Dão Lafões (Troféu Saxo)
- 2003, 1° da geral no rali TT Mancuela (campeonato de Espanha)
- 2003, 1° da geral no rali Casinos do Algarve (Ralis-sul)
- 2007, 5° no campeonato regional de ralis sul
- 2008, 3º Rali Casinos do Algarve (CRRS)
- 2008, 1° Rali de Portimão